# Греъм Хил
Греъм Хил (на английски: Norman Graham Hill) е бивш пилот от Формула 1. Роден е на 15 февруари 1929 г. в Хампщад, Лондон — Англия.
Греъм Хил има две световни титли във Формула 1 (1962 и 1968 г.), печелил е Гран при на Монако, Индианаполис 500 и 24-те часа на Льо Ман – нещо непостигано отново до днешни дни. Той става и остава първия и единствен до днес пилот, добрал се до Тройната корона на моторните спортове.
Синът му – Деймън Хил също печели шампионска титла във Формула 1, през 1996 година.
Дебютира във Формула едно в Голямата награда на Монако през 1958 г., когато завършва четвърти. През 1962 г. печели титлата с отбора на „Бритиш Рейсинг Мотърс“, печелейки състезанията в Нидерландия, Германия, Италия и ЮАР. През 1964 г. остава втори в крайното класиране след като е избутан от пистата от Лоренцо Бандини. Междувременно си извоюва прякора „Мистър Монако“ като печели Голямата награда на Монако пет пъти в рамките на седем години. 
През 1966 г. печели Индианаполис 500. 
През 1967 г. се завръща във Формула 1, присъединявайки се към отбора на Лотус. През сезон 1968 печели титлата за втори път. След това печели само още едно състезание — в Монако през следващия сезон. В края на 1969 г. си чупи и двата крака в катастрофа по време на Голямата награда на САЩ, след което никога повече не е толкова добър състезател колкото преди. 
Въпреки това печели 24-те часа на Льо Ман. През 1973 г. дава началото на собствен отбор във Формула 1, с който не постига особени успехи. 
Загива на 29 ноември 1975 година при самолетна катастрофа. Съпругата му Бети, синът му Деймън и двете му дъщери остават във финансово затруднено положение, защото застраховката живот не покрива такива случаи. 